# Володимирівка (Володимирівська сільська громада)
Володи́мирівка — село в Україні, у Баштанському районі Миколаївської області. Центральна садиба Володимирівської сільської територіальної громади. Населення становить 2793 особи.

## Географія

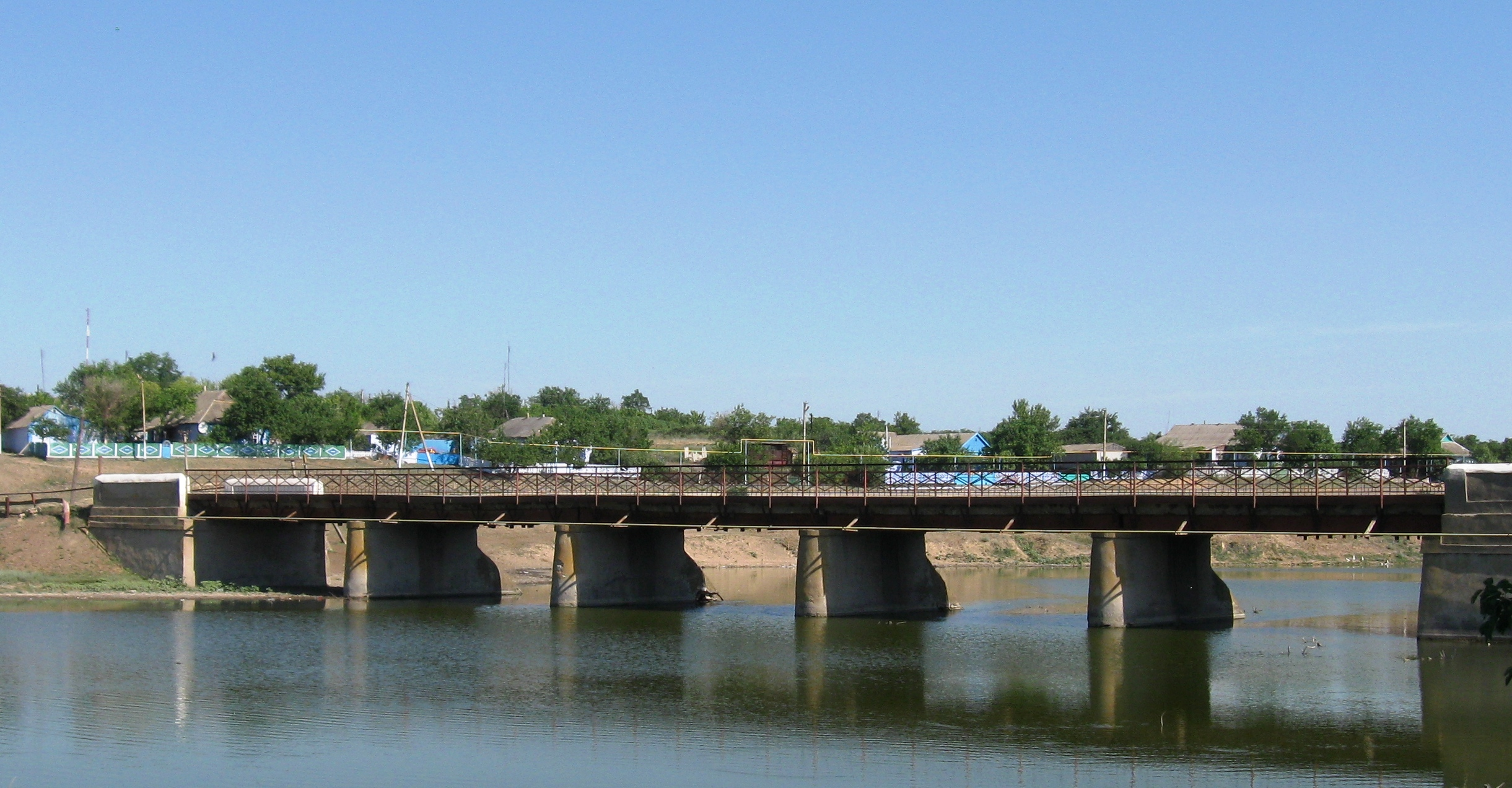
Міст через Висунь, що сполучає дві частини села

Село розташоване на обох берегах річки Висуні, за 40 км від Казанки. До найближчої залізничної станції Новополтавка на лінії Харків—Миколаїв — 35 км. На схід від села розташований лісовий заказник «Володимирівська Дача», а також ботанічні пам'ятки природи: «Степок» (загальнодержавного значення) та «Ювілейне».

## Історія

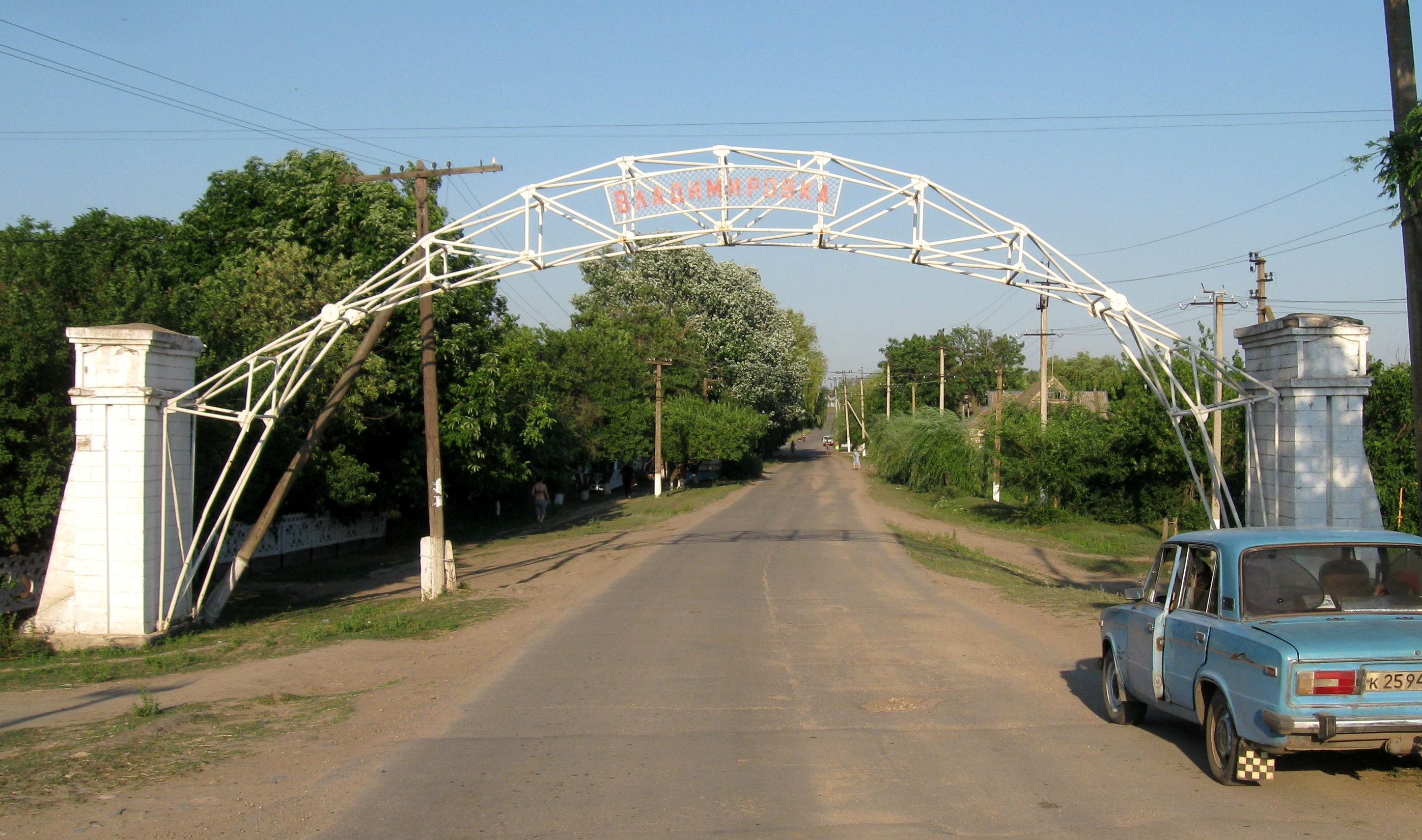
Арка на початку села

Перші 383 переселенці з'явилися тут 1810 року. Більшість з них були вихідцями з Владимирської губернії.
У січні 1822 року Володимирівка отримала статус військового поселення. Тут базувався 5-й ескадрон Бузького уланського полку. Перебуваючи на службі, поселенці попутно займалися хліборобством і тваринництвом.
Станом на 1886 рік в селі, центрі Володимирівської волості Херсонського повіту Херсонської губернії, мешкало 1656 осіб, налічувалося 275 дворів, існували православна церква, школа, лавки, 4 ярмарки на рік, базар по неділях. В 2½ верстах — камера мирового судді. В 9 верстах — римо-католицький молитовний будинок.

## Населення

### Мова
Розподіл населення за рідною мовою за даними перепису 2001 року:
| Мова            | Відсоток |
| --------------- | -------- |
| російська       | 62,30%   |
| українська      | 37,02%   |
| інші/не вказали | 0,68%    |

## Відомі люди

Олекса Алмазів

- Ігнатов Олександр Миколайович (1993—2015) — солдат Збройних сил України, учасник російсько-української війни.
- Жмакін Дмитро Георгійович (1904—1974) — радянський військовик, контр-адмірал ВМФ СРСР. У 1948—1952 роках начальник Ленінградського вищого військово-морського інженерного училища імені В. І. Леніна[5].
- Надіїн Дмитро Пименович (1907 — 1942) — український поет.
- Олексій або Олександр Дми́трович Алма́зів (рідше Алма́зов) (6 січня 1885 — 13 грудня 1936, Луцьк, Волинське воєводство, Польща) — український військовий і громадський діяч, генерал-хорунжий Армії УНР.